# 伊门豪森
伊门豪森（德語：Immenhausen，發音：[ɪmənˈhaʊzn̩] ⓘ）是德国黑森州卡塞尔行政区卡塞尔县的城市，面积28.54平方千米，2023年12月31日人口为7,190人。

## 友好城市
- 法國 蒙泰居（1991年；今蒙泰居旺代）
- 德国 普劳厄（2023年）